# Weekly Comic Bunch
Weekly Comic Bunch (週刊コミックバンチ, Shūkan Komikku Banchi) est un magazine de prépublication de mangas hebdomadaire de type seinen édité par Coamix et publié par Shinchōsha entre mai 2001 et août 2010. Il est remplacé par le Monthly Comic @Bunch en 2011.

## Mangas publiés
- Angel Heart
- Brave Story
- Btooom!
- Ouroboros
- Tôkyô Magnitude 8